# C/2000 Q1 (SOHO)
C/2000 Q1 (SOHO) — одна з довгоперіодичних параболічних комет. Ця комета була відкрита 28 серпня 2000 року; вона мала 8.6m на час відкриття.